# اتحاد القوى الديمقراطية من أجل التجمع
اتحاد القوى الديمقراطية من أجل التجمع (UFDR) هو حركة سياسية عسكرية في جمهورية أفريقيا الوسطى تناهض الحكومة، تتركز في غولا ومقرها في شمال شرق البلاد. لعبت الحركة دورًا رئيسيًا في حرب جمهورية أفريقيا الوسطى الأهلية (2004-2007)، وكذلك كان لها دور رئيسي في الحرب الأهلية الثانية (2012-2013).
في عام 2003 ساهمت الحركة في الإطاحة بالرئيس أنج فيليكس باتاسيه. وفي 30 أكتوبر 2006، استغلت الحركة الأحداث والتمردات، وسيطرت على عدة مناطق شمال شرق البلاد، واستعادتها القوات المسلحة لأفريقيا الوسطى بدعم من الجيش الفرنسي والقوات متعددة الجنسيات في نهاية شهر نوفمبر 2006. في 3 و4 مارس 2007، قام اتحاد القوى الديمقراطية من أجل التجمع بشن الهجوم مرة أخرى، والسيطرة على مدينة بيراو، وصد الهجوم جيش أفريقيا الوسطى مرة أخرى بدعم من القوات الفرنسية. وفي 13 أبريل 2007 وقعت الحركة اتفاق سلام مع الحكومة، بالرغم من تحفظ الحركة تجاه الرئيس فرانسوا بوزيزيه. وقع على الاتفاق زعيم الحركة زكريا داماني، ورفضه ميشيل جوتوديا. وفي 2012، بعد انشعال الحرب الأهلية مجددًا، دخل الاتحاد في تحالف سيليكا، الذي أطاح بالرئيس فرانسوا بوزيزيه.